# Sunology
 (avril 2024).
La mise en forme du texte ne suit pas les recommandations de Wikipédia : il faut le « wikifier ».
Les points d'amélioration suivants sont les cas les plus fréquents. Le détail des points à revoir est peut-être précisé sur la page de discussion.
- Les titres sont pré-formatés par le logiciel. Ils ne sont ni en capitales, ni en gras.
- Le texte ne doit pas être écrit en capitales (les noms de famille non plus), ni en gras, ni en italique, ni en « petit »…
- Le gras n'est utilisé que pour surligner le titre de l'article dans l'introduction, une seule fois.
- L'italique est rarement utilisé : mots en langue étrangère, titres d'œuvres, noms de bateaux, etc.
- Les citations ne sont pas en italique mais en corps de texte normal. Elles sont entourées par des guillemets français : « et ».
- Les listes à puces sont à éviter, des paragraphes rédigés étant largement préférés. Les tableaux sont à réserver à la présentation de données structurées (résultats, etc.).
- Les appels de note de bas de page (petits chiffres en exposant, introduits par l'outil «  Source ») sont à placer entre la fin de phrase et le point final[comme ça].
- Les liens internes (vers d'autres articles de Wikipédia) sont à choisir avec parcimonie. Créez des liens vers des articles approfondissant le sujet. Les termes génériques sans rapport avec le sujet sont à éviter, ainsi que les répétitions de liens vers un même terme.
- Les liens externes sont à placer uniquement dans une section « Liens externes », à la fin de l'article. Ces liens sont à choisir avec parcimonie suivant les règles définies. Si un lien sert de source à l'article, son insertion dans le texte est à faire par les notes de bas de page.
- La présentation des références doit suivre les conventions bibliographiques. Il est recommandé d'utiliser les modèles {{Ouvrage}}, {{Chapitre}}, {{Article}}, {{Lien web}} et/ou {{Bibliographie}}. Le mode d'édition visuel peut mettre en forme automatiquement les références.
- Insérer une infobox (cadre d'informations à droite) n'est pas obligatoire pour parachever la mise en page.

Pour une aide détaillée, merci de consulter Aide:Wikification.
Si vous pensez que ces points ont été résolus, vous pouvez retirer ce bandeau et améliorer la mise en forme d'un autre article.
Sunology fait partie de la nouvelle génération d’acteurs du secteur de l’énergie (on parle de néo-energéticiens). Cette entreprise conçoit, construit, vend et installe des solutions de production d’énergie solaire photovoltaïque, des produits de stockage d'énergie par batterie ainsi que des produits et des services dédiés à l’autonomie énergétique des particuliers,.
Les produits actuels de production et de gestion d’énergie durable de la société comprennent des stations solaires plug & play, un toit solaire, des batteries de stockage d’énergie domestique, et une application pour optimiser son installation et maîtriser sa consommation d'électricité.

## Activité
Le siège de Sunology est situé à Saint-Herblain, à côté de Nantes. L'entreprise a été fondée par Vincent Arrouet (École supérieure de Commerce et de Management) et Pascal Janot (Arts et Métiers ParisTech), tous deux issus du monde du solaire. Elle est active dans le domaine de l’énergie solaire. Sunology commercialise les panneaux solaires photovoltaïques de différents formats pour les particuliers,,,.
En plus de la France, Sunology est également active en Allemagne et en Espagne.

## Histoire
Après dix ans chez Renault, Vincent Arrouet rejoint le secteur de l'énergie solaire en 2009. Il fait la rencontre de Pascal Janot, fondateur de Systovi, une entreprise française spécialisée dans les solutions solaires. Fin 2019, ils s’associent pour fonder la société Sunology,.
En 2021, Sunology réalise une première levée de fonds d’un montant de 1 million d’euros auprès de Bpifrance.
En 2022, après deux ans de R&D autofinancées, Sunology démarre son activité commerciale avec une station solaire de 400 watts à brancher sur une prise. Ce premier produit est assemblé dans deux usines, une en Vendée et l'autre dans les Côtes-d'Armor. L’entreprise commercialise aussi des panneaux solaires pour toiture qu'elle fait poser par son réseau national d'installateurs de panneaux photovoltaïques.
Sur l'année 2022, Sunology vend 42 000 stations solaires PLAY et 2 500 panneaux Home.
En 2023, Sunology réalise une seconde levée de fonds de 10 millions d’euros, principalement auprès des sociétés d’investissement Rgreen Invest et CapHorn. L'enjeu de ce tour de table est de financer l'expansion en Europe,.
En avril 2023, Sunology lance une station solaire dédiée aux balcons et garde-corps. Elle fonctionne en mode « plug & play » et peut être installée en peu de temps. La station produit en moyenne entre 440 et 710 kWh d'électricité par an.
En novembre 2023, Sunology fait appel à Reuniwatt, spécialiste de l’irradiation solaire pour fournir des données à son application de suivi en temps réel de production solaire,.
En décembre 2023, Sunology et la société Ekwateur (fournisseur d'électricité verte) lancent un système de batterie virtuelle permettant d’acheter le surplus de la production solaire,.
Fin 2023, Sunology démarre la fabrication d'une station solaire équipée d'un panneau photovoltaïque et d'une batterie intégrée. Sa production est confiée à l'équipementier automobile Forvia (anciennement Faurecia) à Bains-sur-Oust, aux abords de Redon en Ille-et-Vilaine,.

## Récompenses et prix
En 2024, la Fédération du e-commerce et de la vente à distance (Fevad) lui décerne le prix « OR » dans la catégorie « Meilleur Espoir ». Pour récompenser  son site, et ses pratiques et initiatives en matière de commerce en ligne.